# Pegesimallus fulvipennis
Pegesimallus fulvipennis là một loài ruồi trong họ Asilidae. Pegesimallus fulvipennis được Bromley miêu tả năm 1936.